# Inge Aanstoot
Inge Aanstoot (Rotterdam, 14 juli 1987) is een Nederlands beeldend kunstenaar. Haar oeuvre bestaat voornamelijk uit schilderijen, maar zij maakt ook tekeningen, etsen, hout- en linosnedes en dergelijke prenten. Zij werd opgeleid aan de Willem de Kooning Academie te Rotterdam, waar zij in 2009 afstudeerde in de richting Autonoom Beeldende Kunst.
Aanstoots werk is figuratief en verhalend, en onderzoekt op associatieve wijze verbanden tussen heden en verleden, wetenschap en religie, 'nature' en 'nurture'. 
Feminisme en (on)gelijkheid zijn belangrijke thema's.
Inge Aanstoot woont en werkt bij Stichting B.a.d, een Rotterdams kunstenaarsinitiatief dat o.a. werk- en woonruimte biedt aan kunstenaars uit binnen- en buitenland. Nadat zij door galeries Vonkel en Hoorn & Reniers te Den Haag, en Galerie 10 en galerie Jaap Sleper te Utrecht werd gerepresenteerd,  is zij nu gelieerd aan de Amsterdamse galerie Vriend van Bavink. Aanstoot exposeerde daarnaast ook in o.a. het Stedelijk Museum 's-Hertogenbosch, TENT Rotterdam en de Kunsthal te Rotterdam.
Aanstoot vormt samen met Anique Weve de multidisciplinaire kunstenaar Marie Pop. Marie Pop wordt vertegenwoordigd door Contour Gallery te Rotterdam.

## Prijzen en nominaties
- 2012 - genomineerd voor de Koninklijke Prijs voor Vrije Schilderkunst
- 2014 - Piket-kunstprijs voor schilderkunst
- 2015 - Sacha Tanja Penning